# Novell
A Novell, Inc. egy amerikai informatikai cég volt.
Címtáralapú és platformfüggetlen hálózati infrastruktúra- szolgáltatásokat (Novell Nterprise), címtáralapú személyazonosság-kezelést és integrált biztonsági megoldáscsomagot (Novell Nsure), az üzleti alkalmazások integrációját és címtáralapú webes szolgáltatások fejlesztését (Novell exteNd), valamint üzleti és informatikai tanácsadást és üzemeltetési támogatást (Novell Ngage) biztosított ügyfelei számára. 2014-ben szűnt meg.